# Stenolophus pauliani
Stenolophus pauliani es una especie de escarabajo de tierra del género Stenolophus, tribu Harpalini, subfamilia Harpalinae. Fue descrita científicamente por Basilewsky en 1948.
La especie se mantiene activa durante los meses de julio y octubre.

## Distribución
Se distribuye por Camerún.